# Bhumibolbrug
De Bhumibolbrug (Thais: สะพานภูมิพล), ook bekend als de Megabrug, of Dipangkorn Rasmijotibrug (Thais: สะพานทีปังกรรัศมีโชติ), is onderdeel van de 13 km lange Industriële Ringweg in Thailand. Deze verbindt Zuid-Bangkok met de provincie Samut Prakan. De constructie bestaat uit twee tuibruggen met respectievelijk een lengte van 702 meter en 582 meter, die elk een keer een meander van de Menam oversteken. De twee pylonen in de vorm van een ruit zijn 173 m en 164 m hoog. 
De brug werd geopend met een officiële ceremonie op 5 december 2006 en is genoemd naar prinses Dipangkorn Rasmijoti, het kleinkind van koning Bhumibol Adulyadej. De brug werd al geopend voor verkeer op 20 september 2006.